# Jesu, nun sei gepreiset, BWV 41
Jesu, nun sei gepreseit, BWV 41 (Jesús, sigues glorificat), és una cantata religiosa de Johann Sebastian Bach per al dia de Cap d'any, estrenada a Leipzig, el primer de gener de 1725.

## Origen i context
Forma part del denominat cicle de les “cantates corals”, atesa la seva vinculació textual i musical amb un coral, que normalment els dona el nom; aquest cicle comença el primer diumenge després de la Trinitat (11 de juny de 1724) i acaba per Pasqua de l'any següent; d'aquest període de deu mesos es conserven quaranta-nou cantates. D'autor desconegut, s'inspira en un himne d'Any Nou de Johannes Hermann (1593) de tres versos, manté el primer i l'últim per als números extrems, l'1 i el 6, de la cantata, i fa una reelaboració del vers del mig, que forneix el text per als quatre números interiors. En el número 5, es reconeix una lletania de Luter. Cronològicament, per a aquest dia es conserven les cantates BWV 190, BWV 41, BWV 16, BWV 171 i la quarta de l'Oratori de Nadal (BWV 248).

## Anàlisi
Obra escrita per a soprano, contralt, tenor, baix i cor; tres trompetes, tres oboès, violoncel piccolo, timbals corda i baix continu. Consta de sis números .
1. Cor: Jesu, nun sei gepreseit (Jesús, sigues glorificat)
2. Ària (soprano): Lass uns, o höchster Gott, das Jahr vollbringen (Oh, Déu Suprem, fes que l'any conclogui)
3. Recitatiu (contralt): Ach! deine Hand, dein Segen muss allein (Senyor, solament la teva mà)
4. Ària (tenor): Woferne du den edlen Frieden (Així com atorgues la noble pau)
5. Recitatiu (baix i cor):  Doch weil der Feind bei Tag und Nacht (Ja que l'enemic, en contra nostra)
6. Coral: Dein ist allein die Ehre (Només a Tu és l'Honor)

Tant el text com la música reflecteixen l'alegria i l'exultació pròpies del primer dia de l'any que es mostra especialment bé al començament de la cantata, amb la participació de les trompetes i els timbals. El motiu que executen reapareix en cadascuna de les seccions del coral, entonats pels sopranos i sostinguts per les altres veus i el conjunt instrumental. A la segona secció el metall calla, en un moviment adagio i homòfon, d'acord amb la “dolça serenitat” del text; a continuació un coral amb un tempo presto que contrasta amb els compassos anteriors, i el número acaba tal com comença, amb un ambient de confiança exposat de nou per les trompetes i els timbals. L'ària de soprano, número 2, acompanyada pels oboès i amb un compàs 6/8 assoleix un aire pastoral tan típic de l'època. A continuació, un recitatiu breu de contralt condueix a l'altra ària, ara de tenor, acompanyat d'un violoncel piccolo, tocant en un estil molt florit. L'últim recitatiu de baix, número 5, no tindria cap cosa especial a no ser per la irrupció de la massa coral cantant, en to de súplica, la lletania de Luter: que Satanàs sigui esclafat als nostres peus. En el coral final se sent, fins a quatre vegades, la fanfara del cor inicial, amb les trompetes i els timbals. Té una durada aproximada d'una mitja hora.

## Discografia seleccionada
- J.S. Bach: Das Kantatenwerk. Sacred Cantatas Vol. 3. Nikolaus Harnoncourt, Wiener Sängerknaben & Chorus Viennensis, Hans Gillesberger (director del cor)

Knabenchor Hannover, Heinz hennig (director del cor), Concentus Musicus Wien, Paul Esswood Kurt Equiluz, Rud van der Meer. (Teldec), 1994.
- J.S. Bach: The complete live recordings from the Bach Cantata Pilgrimage. CD 2: Gethsemanekirche, Berlin; 1 de gener de 2000. John Eliot Gardiner, Monteverdi Choir, English Baroque Soloists, Ruth Holton, Charles Humphries, James Gilchrist, Peter Harvey. (Soli Deo Gloria), 2013.
- J.S. Bach: Complete Cantatas Vol. 11. Ton Koopman, Amsterdam Baroque Orchestra & Choir, Sibylla Rubens, Annette Market, Christoph Prégardien, Klaus Mertens. (Challenge Classics), 2005.
- J.S. Bach: Cantatas Vol. 33. Masaaki Suzuki, Bach Collegium Japan, Yukuari Nonoshita, Robin Blaze, Jan Kobow, Dominik Wörner. (BIS), 2006.
- J.S. Bach: Church Cantatas Vol. 14. Helmuth Rilling, Gächinger Kantorei, Bach-Collegium Stuttgart, Helen Donath, Marga Höffgen, Adalbert Kraus, Segmund Nimsgern. (Hänssler), 1999.
- J.S. Bach: Cantatas 27, 34 & 41. Gustav Leonhardt, Tölzer Knabenchor, Barroque Orchestra, Marikus, Schafer, Harry, van der Kamp. (Sony), 1995.